# Sarcopodium vanillae
Sarcopodium vanillae är en svampart som först beskrevs av Petch, och fick sitt nu gällande namn av B. Sutton 1981. Sarcopodium vanillae ingår i släktet Sarcopodium, divisionen sporsäcksvampar och riket svampar.   Inga underarter finns listade i Catalogue of Life.